# Montemiletto
Montemiletto é uma comuna italiana da região da Campania, província de Avellino, com cerca de 5.309 habitantes. Estende-se por uma área de 21 km², tendo uma densidade populacional de 253 hab/km². Faz fronteira com Lapio, Montefalcione, Montefusco, Pietradefusi, Prata di Principato Ultra, Pratola Serra, Santa Paolina, Taurasi, Torre Le Nocelle.

## Demografia
| Variação demográfica do município entre 1861 e 2011                               |
|                                                                                   |
| Fonte: Istituto Nazionale di Statistica (ISTAT) - Elaboração gráfica da Wikipedia |